# Шатне (Ен)
Шатне (фр. Châtenay) је насељено место у Француској у региону Рона-Алпи, у департману Ен (Рона-Алпи).
По подацима из 2011. године у општини је живело 352 становника, а густина насељености је износила 23,55 становника/km².

## Демографија
| 1962. | 1968. | 1975. | 1982. | 1990. | 2011. |
| ----- | ----- | ----- | ----- | ----- | ----- |
| 252   | 249   | 225   | 266   | 276   | 352   |